# Tabanocella scirpea
Tabanocella scirpea är en tvåvingeart som beskrevs av H. Oldroyd 1957. Tabanocella scirpea ingår i släktet Tabanocella och familjen bromsar.
Artens utbredningsområde är Madagaskar. Inga underarter finns listade i Catalogue of Life.